# Outlaws
Outlaws je južnjački rok bend koji je osnovan u gradu Tampa, Florida 1967. godine. Osnivači gupe su Hjui Tomason (gitara i vokal), Dejvid Diks (bubnjevi), Fil Hamberg (bas gitara), Hobi O'Brajan (gitara), Frank Gidri (gitara) i  Herb Pino (vokal).